# Deyá
Deyá (catalansk: Deià) er en by og kommune i det østlige Spanien på øen Mallorca i provinsen De Baleariske Øer. Den har et indbyggertal på 717 (2024) indbyggere.